# سیاهک پیشانی‌روشن
سهره پیشانی‌روشن (نام علمی: Nigrita luteifrons) گونه‌ای رایج از ریزسهرگان است که در آفریقا یافت می‌شود. میزان وقوع جهانی آن حدود ۲٬۵۰۰٬۰۰۰ کیلومتر ۲ برآورد می‌شود.
این گونه در سراسر جنگل‌های بارانی گرمسیری آفریقا گسترده است.
اتحادیه بین‌المللی حفاظت از طبیعت (IUCN) این گونه را در رده کمترین نگرانی طبقه‌بندی کرده است.